# Alumu-Tesu jezik
Alumu-tesu jezik (arum-cesu, arum-chessu, arum-tesu, alumu; ISO 639-3: aab), jedan od plateau jezika šire skupine benue-kongoanskih jezika koji se govori u Nigeriji na području države Nasarawa. Ima dva dijalekta, alumu (arum) u sedam sela, i tesu u jednom selu, koji se razlikuju samo u intonaciji.
7.000 govornika (2000 WCD).

## Vanjske poveznice
- Ethnologue (14th)
- Ethnologue (15th)
- The Alumu-Tesu Language